# سفارة النرويج في الأرجنتين
سفارة النرويج في الأرجنتين هي أرفع تمثيل دبلوماسي لدولة النرويج لدى الأرجنتين. تقع السفارة في بوينس آيرس وهي تهدف لتعزيز المصالح النرويجية في الأرجنتين.

## وصلات خارجية
- قائمة سفارات النرويج
- قائمة السفارات في الأرجنتين